# Forcipomyia yungurara
Forcipomyia yungurara är en tvåvingeart som beskrevs av Debenham 1987. Forcipomyia yungurara ingår i släktet Forcipomyia och familjen svidknott. Inga underarter finns listade i Catalogue of Life.